# Casa Benitó del Retó
La casa Benitó del Retó és un edifici d'Horta de Sant Joan (Terra Alta) que forma part de l'Inventari del Patrimoni Arquitectònic de Catalunya.

## Descripció
És una construcció de planta sensiblement rectangular en testera amb façana principal al carrer Santa Anna, amb el lateral a pati i posterior delimitant el nucli urbà. L'edificació queda aterrassada acomodant-se al perfil natural del sòl. És un edifici amb estructura tipològica originària de dues crugies transversals arquejades, d'estil renaixentista popular en mitjà estat de conservació general i habitat en l'actualitat. A les dues crugies originàries es van afegir dues crugies més que eixamplen l'edificació nord-est, límit del nucli urbà, acabant en la façana en forma de porxos.
Façana al carrer Santa Anna a base de carreus de pedra ben escairats més o menys regulars a la cantonada i en general a la planta baixa, paredat a la primera planta i fàbrica de maó calat més moderna a la planta primera. Es pot observar encara com antigament la façana estava acabada amb un estesa de morter de calç, avui molt crostat i envellit. Accés mitjançant arc de mig punt lleugerament desplaçat a l'esquerra de la façana, adovellat. Obertures bastant desordenades a les diferents plantes, observant-se algunes de tapiades i algunes de recent creació. Els dos balcons de la planta primera presenten llosanes de pedra amb motllura, igual que l'escopidor de la finestra lateral s'observa encara en mal estat el contorn de la porta d'accés i obertures principals (de planta primera) emblanquinats.